# Pang (Tibati)
Pour les articles homonymes, voir Pang (homonymie).
Pang est un village du Cameroun situé dans le département du Djérem et la région de l'Adamaoua. Il fait partie de la commune de Tibati.

## Population
En 1967, Pang comptait 36 habitants, principalement Baboute. Lors du recensement de 2005, le village était habité par 652 personnes, 320 de sexe masculin et 332 de sexe féminin.